# Heterarmia diorthogonia
Heterarmia diorthogonia là một loài bướm đêm trong họ Geometridae.